# 나폴리언 솔로

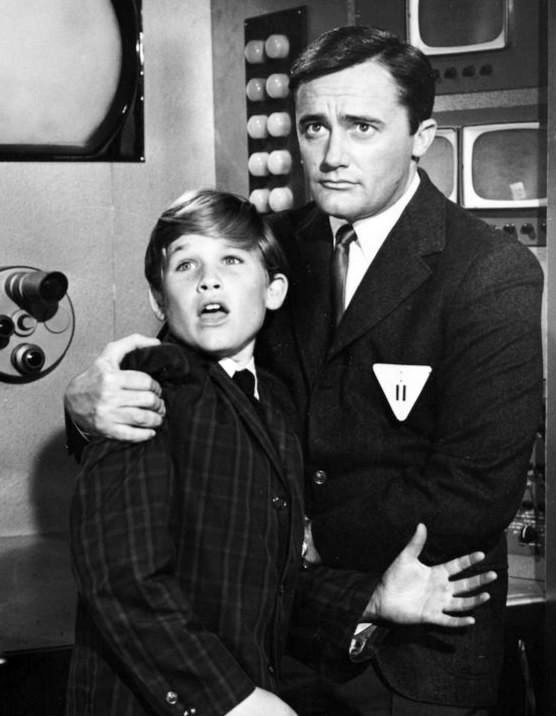

나폴리언 솔로(Napoleon Solo)는 1960년대 첩보 드라마 《첩보원 0011》의 주인공이다. 로버트 본이 연기하였으며, 2015년 영화화된 동명의 작품에서는 헨리 카빌이 연기하였다.